# Grand Isle (Parroquia de Plaquemines)

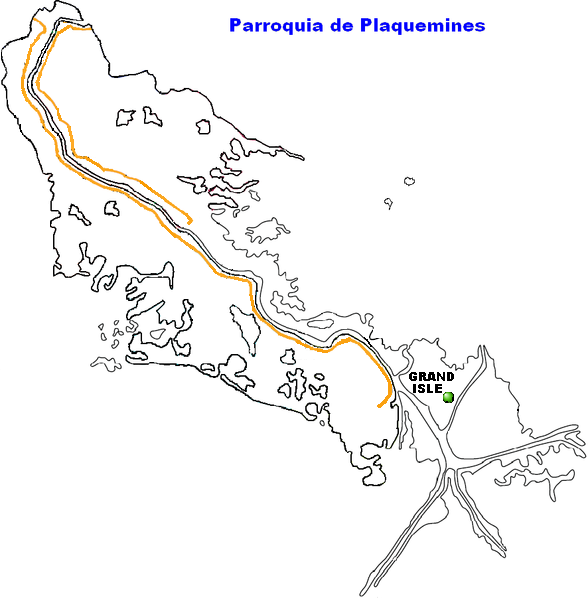
Localización de Grand Isle en el mapa de la Parroquia de Plaquemines.

Grand Isle es una pequeña localidad ubicada sobre el delta del Misisipi, dentro de la parroquia de Plaquemines, en el estado de Luisiana, Estados Unidos.

## Geografía
El establecimiento de Grand Isle se localiza en las siguientes coordenadas a saber: 29°16′27″N 89°14′34″O / 29.27417, -89.24278.  Esta comunidad posee sólo un metro y medio de elevación sobre el nivel del mar, convirtiéndola una zona proclive a las inundaciónes. Su población se compone de menos de cincuenta habitantes. Esta localidad se encuentra ubicada a unos casi ciento once kilómetros (110,7 km) de la ciudad de Nueva Orleans, la principal ciudad de todo el estado, y a 594,2 kilómetros del aeropuerto internacional más cercano, el (IAH) Houston George Bush Intercontinental Airport.